# Agnieszka austriacka
Agnieszka (ur. nie wcześniej niż w 1111, zm. 24 lub 25 stycznia 1163) – córka Leopolda III Świętego, księżna śląska i krakowska, żona Władysława II Wygnańca.

## Życiorys
Agnieszka była córką margrabiego austriackiego Leopolda III Świętego i Agnieszki, córki cesarza Henryka IV. Pomiędzy 1125 a 1127 zawarła małżeństwo z najstarszym synem Bolesława III Krzywoustego, Władysławem II. Ślub ten miał na celu pozyskania dla Bolesława III sojusznika w walce z cesarzem Lotarem z Supplinburga wśród niemieckich rodów Babenbergów i Hohenstaufów.
Według polskiego kronikarza Wincentego Kadłubka (także podobną opinię mają inne źródła) Agnieszka była kobietą niezwykle energiczną, dumną ze swojego pochodzenia i bardzo ambitną. Nic więc dziwnego, że biskup Wincenty zwie ją na kartach „Kroniki Polskiej” – „tygrysicą”.
Władzę sprawowała aktywnie razem z mężem od 1138 na wyznaczonej na mocy testamentu Bolesława Krzywoustego dzielnicy senioralnej, oraz dziedzicznym Śląsku (choć są przypuszczenia że Śląsk, jako dzielnicę małżonkowie dostali od Krzywoustego już na „prezent” ślubny). Już na progu panowania starała się namówić męża do radykalnych rozwiązań względem jego przyrodnich braci, chcąc doprowadzić do opanowania wszystkich dzielnic Polski.
Pragnąc wzmocnić władzę Babenbergów poprzez swego męża Władysława Wygnańca doprowadziła do upadku jednego z najpotężniejszych w kraju wielmożów – Piotra Włostowica, który za poparcie udzielone juniorom (tj. Bolesławowi IV Kędzierzawemu i Mieszkowi III Staremu oraz wsparcie Jaksy z Kopanicy - brakteaty którego bite były w mennicy Włostowica) został oślepiony, okaleczony i wygnany. Ze sprawą tą wiąże się legenda mówiąca, że Agnieszka miała w tym cel osobisty z powodu pomówienia jej przez Piotra o zdradę Władysława z pewnym rycerzem niemieckim, jednak współczesna historiografia, jako że historia ta nie ma potwierdzenia, raczej przekaz odrzuca.
Bezkompromisowa polityka Władysława II i Agnieszki doprowadziła w początkach 1146 do klęski militarnej ich wojsk pod Poznaniem. Agnieszka wraz z dziećmi, chcąc ratować chociaż część władzy męża, który podążył do Niemiec po pomoc, schroniła się w Krakowie, gdzie przez jakiś czas opierała się oddziałom juniorów na Wawelu. Brak możliwości odsieczy skłonił ją jednak do wyjazdu za mężem.
Początkowo wydawało się, że restauracja rządów Władysława II w Polsce to tylko sprawa czasu. W Niemczech panował wówczas przyrodni brat Agnieszki (po matce) Konrad III Hohenstauf, który faktycznie jeszcze w sierpniu 1146 wyruszył na czele naprędce zorganizowanej wyprawy zbrojnej przeciwko juniorom. Szerokie rozlanie Odry, oraz działalność w Niemczech stronników Bolesława Kędzierzawego i Mieszka Starego spowodowały jednak, że wyprawa zakończyła się zanim tak naprawdę się zaczęła.
Klęska planów szybkiego powrotu do kraju, bynajmniej nie zniechęciła Agnieszki do szukania prób ich realizacji. Księżna zwróciła się mianowicie o interwencję do papieża Eugeniusza III, który zdecydował się poruszyć sprawę na synodzie kościelnym w Reims, oraz wysłać do Polski swojego legata Gwidona. Również i w tym wypadku realna pomoc okazała się jednak iluzją i legat pomimo ostrego tonu  i reprymend względem juniorów niczego, w związku ze wsparciem miejscowego episkopatu nie wskórał (udało się tylko cofnąć w 1149 klątwę rzuconą przez arcybiskupa gnieźnieńskiego Jakuba ze Żnina).
W 1152 roku zmarł Konrad III, a władzę w Niemczech objął jego bratanek Fryderyk I Barbarossa. Agnieszka i Władysław II z nowym panowaniem rokowali duże nadzieję i początkowo wydawało się, że zostaną one rychło spełnione. Wygnańcy musieli na wyprawę zbrojną czekać do 1157 roku. Ale i ona nie przyniosła zmiany władzy w Królestwie Polskim.
30 maja 1159 zmarł nie zdoławszy odzyskać tronu Władysław II Wygnaniec. Agnieszka Babenberg przeżyła męża. Nie znamy roku jej śmierci. Wiemy tylko, że zmarła 24 lub 25 stycznia. Na pewno nie doczekała powrotu synów Bolesława Wysokiego i Mieszka Plątonogiego na Śląsk w 1163 roku. Zmarła najpóźniej w 1163 roku. Została pochowana w klasztorze w Schulpforte, niedaleko Altenburga w Saksonii.

## Rodzina

### Małżeństwo i dzieci
Z małżeństwa z Władysławem II Wygnańcem Agnieszka doczekała się czworga lub pięciorga dzieci: trzech lub czterech synów: Bolesława I Wysokiego, Mieszka I Plątonogiego, Konrada Laskonogiego oraz być może Alberta, którego filiacja jest dyskusyjna oraz jednej córki – Ryksy śląskiej (żony kolejno: Alfonsa VII, cesarza Hiszpanii, Rajmunda Berengara II, hrabiego Prowansji i Albrechta II, hrabiego von Everstein).

### Genealogia
| Leopold II Piękny ur. 1050 zm. 15 X 1095 | Leopold II Piękny ur. 1050 zm. 15 X 1095 |                                            |                                            | Ida von Ratelberg ur. ? zm. ? | Ida von Ratelberg ur. ? zm. ? |  |  | Henryk IV ur. 11 XI 1050 zm. 7 VIII 1106 | Henryk IV ur. 11 XI 1050 zm. 7 VIII 1106 |                                                  |                                                  | Berta Sabaudzka ur. 21 IX 1051 zm. 27 XII 1087 | Berta Sabaudzka ur. 21 IX 1051 zm. 27 XII 1087 |
|                                          |                                          |                                            |                                            |                               |                               |  |  |                                          |                                          |                                                  |                                                  |                                                |                                                |
|                                          |                                          |                                            |                                            |                               |                               |  |  |                                          |                                          |                                                  |                                                  |                                                |                                                |
|                                          |                                          | Leopold III Święty ur. 1073 zm. 15 XI 1136 | Leopold III Święty ur. 1073 zm. 15 XI 1136 |                               |                               |  |  |                                          |                                          | Agnieszka von Waiblingen ur. 1072 zm. 24 IX 1143 | Agnieszka von Waiblingen ur. 1072 zm. 24 IX 1143 |                                                |                                                |
|                                          |                                          |                                            |                                            |                               |                               |  |  |                                          |                                          |                                                  |                                                  |                                                |                                                |
|                                          |                                          |                                            |                                            |                               |                               |  |  |                                          |                                          |                                                  |                                                  |                                                |                                                |
|                                          |                                          |                                            |                                            |                               |                               |  |  |                                          |                                          |                                                  |                                                  |                                                |                                                |

|                                                 |                                                 | Władysław II Wygnaniec ur. 1105 zm. 30 V 1159) OO w okr. 1123/24, 1125–1127 | Władysław II Wygnaniec ur. 1105 zm. 30 V 1159) OO w okr. 1123/24, 1125–1127 | Agnieszka Babenberg (ur. ok. 1111 zm. 24/25 I 1163) | Agnieszka Babenberg (ur. ok. 1111 zm. 24/25 I 1163) |                                                 |                                                 |                                  |                                  |
|                                                 |                                                 |                                                                             |                                                                             |                                                     |                                                     |                                                 |                                                 |                                  |                                  |
|                                                 |                                                 |                                                                             |                                                                             |                                                     |                                                     |                                                 |                                                 |                                  |                                  |
|                                                 |                                                 |                                                                             |                                                                             |                                                     |                                                     |                                                 |                                                 |                                  |                                  |
| Bolesław I Wysoki ur. 1127 zm. 7 lub 8 XII 1201 | Bolesław I Wysoki ur. 1127 zm. 7 lub 8 XII 1201 | Mieszko I Plątonogi ur. 1131 zm. 16 V 1211                                  | Mieszko I Plątonogi ur. 1131 zm. 16 V 1211                                  | Ryksa ur. 1140 zm. 16 VI prawd. 1185                | Ryksa ur. 1140 zm. 16 VI prawd. 1185                | Konrad Laskonogi ur. ok. 1147 zm. 17 I ok. 1180 | Konrad Laskonogi ur. ok. 1147 zm. 17 I ok. 1180 | Albert ur. ok. 1156 zm. ok. 1178 | Albert ur. ok. 1156 zm. ok. 1178 |